# Citidina monofosfato
La citidina monofosfato o citidilato (CMP) es un nucleótido de citosina, uno de los componentes de la molécula de ARN, lugar donde se parea con la guanosina monofosfato. El correspondiente desoxirribonucleótido que forman parte del ADN recibe el nombre de desoxicitidina monofosfato (dCMP).